# 田奎
田奎（1965年12月—），男，汉族，青海乐都人，中华人民共和国政治人物。现任青海省政协副主席，中共青海省纪委副书记、青海省监委副主任。